# Phylidorea squalens
Phylidorea squalens là một loài ruồi trong họ Limoniidae. Chúng phân bố ở miền Cổ bắc.